# Schillingroer

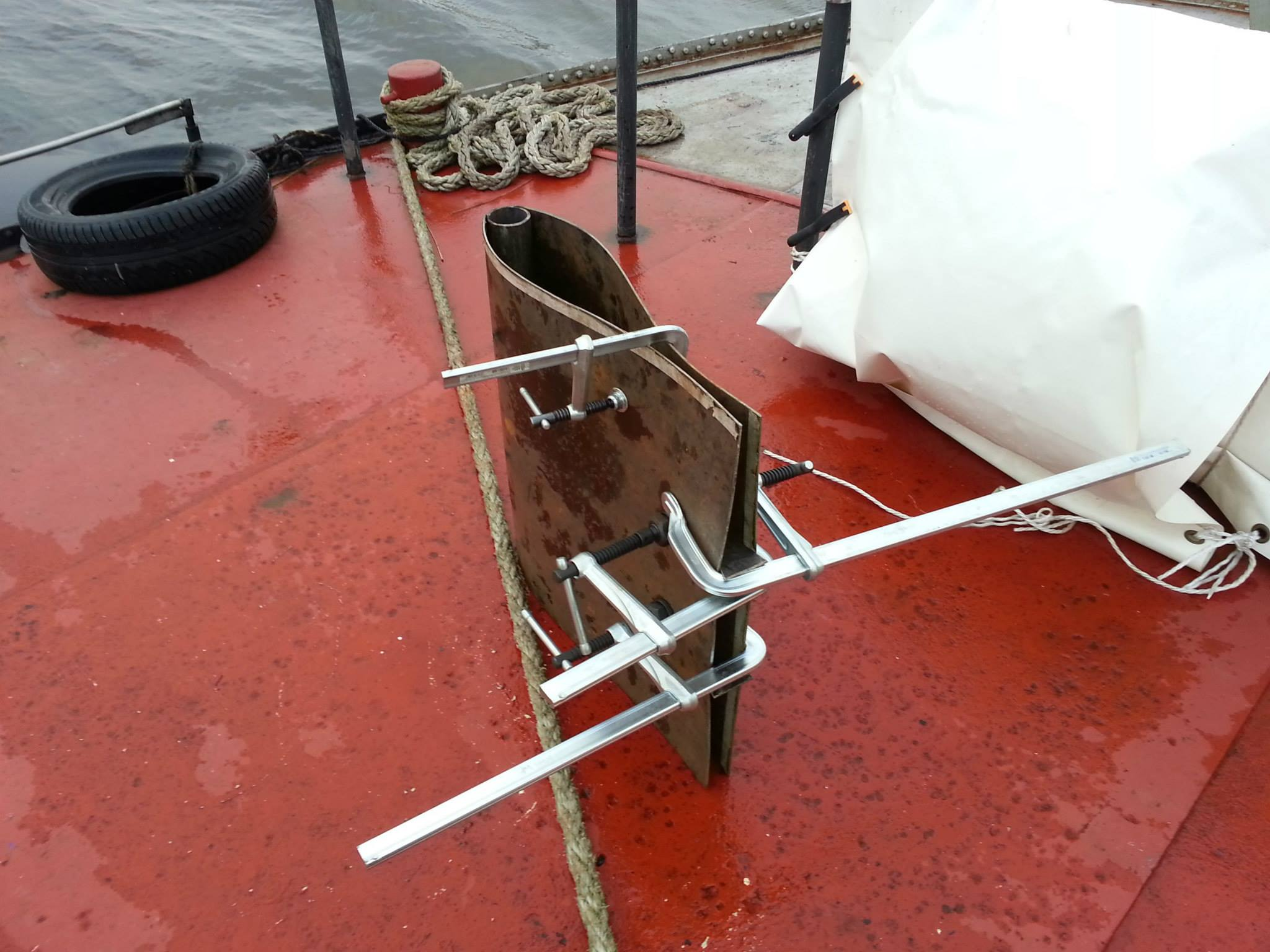
Een schillingroer in aanbouw

Een schillingroer is een specifiek geprofileerd roer dat op bepaalde schepen en boten wordt gebruikt.

## Het schillingconcept
Het schillingprofiel is ontworpen om de door het roerblad opgewekte effectieve lift te verbeteren en daarmee de wendbaarheid van het vaartuig, voornamelijk bij lage snelheden. Het roer is effectief bij voor- en achteruitvaren.

### Gebruik van het schillingroer
Vanwege de aard van het ontwerp worden schillingroeren vaak toegepast bij grote, langzaam bewegende schepen, zoals containerschepen en olietankers. Langere en smallere schepen ook zijn bijzonder gevoelig voor een gebrek aan wendbaarheid vanwege hun specifieke vorm.
Het belangrijkste effect van een schillingroer is de waterstroom die door de schroef afgebogen wordt. Om te helpen bij het draaien kan een twin-roer bijdragen tot een dergelijk effect wanneer gebruikt in combinatie met boegschroef, zelfs vrij grote schepen kunnen dan aanzienlijk wendbaarder worden. Wanneer de roeren onder een hoek van 90 graden of meer gedraaid worden kunnen ze de richting van door de schroef opgewekte stuwkracht omkeren en een significante remmende werking op het schip bewerkstelligen.
Andere langzaam bewegende boten of boten met tragere schroeven zijn ook zeer geschikt voor het aanbrengen van een schillingroer.

## De schillingvorm
Er is weinig betrouwbare informatie beschikbaar in het publieke domein over de exacte vorm van de schillingroer. De basisvorm is een relatief eenvoudige 'vissenvorm' indien gezien van boven zoals in de afbeelding rechts. En als de geprofileerde gedeelten, een paar vlakke platen zijn meestal gemonteerd boven en onder het voorkomen of minimaliseren end - effect op de vleugels.
Het basisverhoudingen van een typisch schillingroer zijn:
- Maximale breedte van de vleugels op 20% lengte.
- Insnoeren tot 60% lengte.
- Vlak tot 80% van de lengte.
- Uitlopen tot 100% van de lengte.

De breedte van de achterrand dient tot 33% van de maximale breedte van de profielen te zijn. Breedte van de eindplaten dienen dan tot ongeveer tweemaal de maximale breedte van het roer te zijn. De hoogte moet vergelijkbaar met de diameter van de schroef zijn en de lengte wordt tot 12-% van de schroefdiameter. Als extreme wendbaarheid niet nodig is, kan de lengte worden ingekort tot een minimum van 55% van de schroefdiameter. Op ongeveer 40% van de lengte bevindt zich de balans (het draaipunt). De afstand tussen de achterrand van de schroef de voorzijde van het roer moet minimaal 20% van de schroefdiameter bedragen.

### Andere namen
Roeren van dezelfde of soortgelijke werking zijn ook wel de "MacLear-Thistle" of "Mystic" roer.

## Alternatieven
Alternatieven voor het Shillingroer omvatten de gebruikelijke aerofoil vormen, dat wil zeggen zonder de uitlopende flappen, zijn straalbuizen en Azimuth thrusters.